# Yamamoto (Miyagi)
Yamamoto (山元町 Yamamoto-chō?) es un pueblo localizado en la prefectura de Miyagi, Japón. En octubre de 2018 tenía una población de 11.959 habitantes y una densidad de población de 185 personas por km². Su área total es de 64,58 km².

## Geografía

### Municipios circundantes
- Prefectura de Miyagi
  - Kakuda
  - Watari
  - Marumori
- Prefectura de Fukushima
  - Shinchi

## Demografía
Según datos del censo japonés, la población de Yamamoto ha disminuido en los últimos años.
| Año del censo | Población |
| ------------- | --------- |
| 1995          | 18.815    |
| 2000          | 18.537    |
| 2005          | 17.713    |
| 2010          | 16.704    |
| 2015          | 12.315    |